# لئون زوکرت
لئون زوکرت (انگلیسی: León Zuckert; ۴ مهٔ ۱۹۰۴ – ۲۹ مهٔ ۱۹۹۲) رهبر (موسیقی)، و آهنگساز اهل کانادا بود.